# 타마스
타마스(산스크리트어: तमस्)는 힌두 철학의 삼키아 학파에서 개발한 철학적, 심리학적 개념인 세 개의 구나(경향, 특성, 속성) 중 하나이다. 다른 두 가지 자질은 라자스(열정과 활동)와 사트바(순결, 선함)이다. 타마스는 관성, 비활성, 둔함 또는 무기력의 품질이다.
베다 산스크리트어 단어 tamas는 "어둠"을 의미하고 인도유럽조어 *temH-es는 "어둠"을 의미하며 리투아니아어 tamsa는 "어둠"을 의미하며 서로 관련이 있다.

## 힌두교
삼키아 철학에서 구나는 사트바, 라자스 및 타마스의 세 가지 "경향, 특성" 중 하나이다. 이 특성 범주는 행동과 자연 현상을 분류하기 위해 다양한 힌두교 학파에서 널리 채택되었다. 세 가지 특성은 다음과 같다.
- 사트바는 균형, 조화, 선함, 순결, 보편화, 전체론, 긍정적, 평화, 고결함의 품질이다.[3]
- 라자스는 열정, 활동, 주도, 이동, 역동성의 품질이다.[4][5]
- 타마스는 우둔함 또는 비활성, 무관심, 무기력 또는 무기력의 품질이다.[6][4]

유덕하고 생각이 깊고 집착이 없고 결과에 대한 갈애가 없는 행동을 사트바적이라고 한다. 순전히 쾌락에 대한 갈망, 이기심, 많은 노력에 의해 추진되는 행동은 라자스적이다. 다른 사람이나 자신의 손실이나 피해를 고려하지 않고 결과를 무시하고 망상 때문에 취하는 행동을 타마스적이라고 한다.
— 바가바드 기타, 18장, 23~25절
인도 철학에서 이러한 자질은 양자택일 방식으로 존재하는 것으로 간주되지 않는다. 오히려 모든 사람과 만물은 서로 다른 비율과 서로 다른 맥락에서만 세 가지를 모두 가지고 있다. 살아있는 존재나 물질은 이 세 가지 특성의 공동 효과의 최종 결과로 간주된다.
삼키아 학파에 따르면 순전히 사트바적, 라자스적 또는 타마스적인 사람은 없다. 사람의 본성과 행동은 이 모든 것의 복잡한 상호 작용이며, 각 구나는 다양한 정도이다. 일부에서는 행위가 사트바적 구나의 상당한 영향을 받는 라자스적이고, 일부에서는 타마스적 구나의 상당한 영향을 받는 라자스적이다.

## 시크교
시크교 경전은 구절에서 타마스를 언급한다.
- "제14일: 네 번째 상태에 들어가 시간과 라자스, 타마스, 사트바의 세 가지 특성을 극복하는 사람"(SGGS  )
- "사트바-하얀 빛, 라자스-붉은 열정 및 타마스-검은 어둠의 에너지를 구현하는 사람들은 많은 창조된 형태와 함께 주님을 두려워한다." (SGGS  )
- "당신의 힘은 라자스, 타마스 및 사트바의 세 가지 구나를 통해 확산된다"(SGGS  )
- "에너지와 활동의 특성인 라자스, 어둠과 관성의 특성인 타마스, 순수함과 빛의 특성인 사트바는 모두 당신의 환상인 마야의 창조물이라고 불린다. 네 번째 상태를 깨달은 사람만이 최고의 상태를 얻는다"(SGGS  )